# Junnosuke Suzuki
Junnosuke Suzuki (鈴木 淳之介 Suzuki Junnosuke, født 12. juli 2003) er en japansk professionel fodboldspiller, der spiller som midterforsvarer  for den danske superligaklub F.C. København og for Japans fodboldlandshold.

## Klubkarriere

### Shonan Bellmare
Som ung spiller spillede Suzuki for Teikyo University Kani High Schools fodboldhold. Efter at have forpligtet sig til at skrive kontrakt med J1 League-holdet Shonan Bellmare ved slutningen af 2020-sæsonen, kom Suzuki til klubben i 2022. Han fik professionel debut samme år, da han spillede fuld tid i Shonan Bellmares 3-0-sejr mod Vertfee Yaita i Emperor's Cup den 1. juni 2022.
Han spillede oprindeligt som defensiv midtbanespiller, men skiftede ved slutningen af 2023-sæsonen til midterforsvaret. Han vandt prisen som Månedens Unge Spiller for oktober 2024 Ved afslutningen af 2024-sæsonen forlængede Suzuki kontrakten med Shonan Bellmare.

### F.C. København
Den 9. juli 2025 blev det offentliggjort, at Suzuki havde skrevet kontrakt med F.C. København gældende til sommeren 2030.

## Landsholdskarriere
Suzuki har ikke repræsenteret Japan på ungdomslandsholdene, men blev i maj 2025 indkaldt til seniortruppen. 